# Bil et Hjúki
Pour les articles homonymes, voir Bil.
Bil et Hjúki sont les deux enfants qui suivent la Lune, Máni, dans la mythologie nordique.
Fille et fils de Vidfinn, ils furent enlevés par Máni alors qu'ils revenaient du puits Byrgir, portant sur leurs épaules le seau Sæg au moyen du bâton Simul. Depuis, ils accompagnent la Lune, « comme on peut le voir depuis la terre ».
Seul Snorri Sturluson rapporte ce récit, et il a parfois été suggéré qu'il l'avait inventé. Anne Holtsmark estime cependant qu'il a pu disposer d'une source poétique aujourd'hui disparue, probablement une énigme, dans laquelle Bil et Hjúki représentaient respectivement la Lune descendante et montante.
Parmi les différents noms — difficiles à interpréter — qui apparaissent dans cette histoire, seul Bil est mentionné par ailleurs. Chez Snorri Sturluson, elle figure dans la liste des déesses (même si elle n'était probablement pas considérée comme telle à l'époque païenne), et son nom est utilisé dans de nombreuses kenningar désignant la femme.